# Wełyka Byjhań
Wełyka Byjhań (ukr. Велика Бийгань, węg. Nagybégány) – wieś na Ukrainie w rejonie berehowskim obwodu zakarpackiego.